# Чернин, Томаш
Томаш Чернин (чеш. Tomáš Czernin; полное имя Томаш Захариаш Йозеф Мария Деполт Рудольф Казимир Гостислав граф Чернин (чеш. Tomáš Zachariáš Josef Maria Děpolt Rudolf Kazimír Hostislav hrabě Czernin; род. 4 марта 1962 года, Пльзень, Чехословакия) — чешский политик, лесник, фермер и владелец замка Дымокуры. Сенатор Чехии с 2016 года, член совета муниципалитета Дымокуры с 1998 по 2002 год и с 2014 года. Первый заместитель председателя партии ТОП 09 с 24 ноября 2019 года по 11 ноября 2023.
Представитель старинного чешского дворянского рода Черниных из Худениц.

## Биография
Томаш Чернин, старший сын Теобальда Чернина (чеш. Theobald Czernin) и Поликсены Лобковиц (чеш. Polyxena Lobkowiczová, представительница рода Лобковицы, сестра епископа Франтишка Вацлава Лобковица и политика Ярослава Лобковица). Имеет четырех братьев и сестер: Терезию, Депольда, Яна и Габриэль.
В 1981 году закончил среднюю промышленную школу строительства (чеш. SPŠ stavební) в Карловых Варах, затем получил высшее образование на строительном факультете ČVUT и получил академическую степень Инженера (чеш. Inženýr, Ing.). После окончания университета он до 1990 года работал дизайнером в Пражском проектном институте. В том же году он женился и уехал с женой в Вену, где работал подготовителем строительного производства, а затем дизайнером.
В 1992 году вернулся в Чехословакию, когда его отцу был возвращена собственность по закону о реституции. Замок Дымокуры род Черниных, получил в 1833 году, когда дворянка Росина из рода Коллоредо (1815—1874) вышла замуж за Отакара Евгения Чернина (1809—1886). После Второй мировой войны министерство внутренних дел создало в замке склад боеприпасов, замок постепенно разрушался и в начале 1990-х был в запустении. Прежде чем в 1998 году семья переехала в отремонтированный замок, она жили в небольшом доме на территории бывшей пивоварни.

## Политическая деятельность

### Муниципальная политика
В муниципальную политику вступил, когда в 1998 году был избран на выборах депутатом муниципального собрания Дымокуры (населённый пункт в районе Нимбурк), как беспартийный кандидат избирательного списка KDU-ČSL. Впоследствии был избран заместителем мэра села. Пробыл на этой должности до 2002 года, когда проиграл на выборах и не был избран депутатом муниципального собрания Дымокуры. На выборах  в 2006 году он также не смог избраться депутатом. 
В 2009 году вступил в партию TOP 09. Вернулся в мунипальное собрание Дымокуры после выборов в 2014 году. Вновь был избран заместителем мэра села. 
На муниципальных выборах в 2018 и в 2022 годах был переизбран депутатом муниципалитета Дымокуры.

### Сенат
На выборах в Сенат Чехии в 2010 году участвовал в выборах в 37 избирательной округе Йичин от коалиции TOP 09 и STAN. Проиграл выборы оказавшись на третьем месте. На выборах в Сенат Чехии в 2016 году участвовал в выборах в 37 избирательной округе Йичин от коалиции TOP 09 и STAN. Выиграл выборы и стал сенатором, получив во втором туре 59,13 % голосов избирателей.
На выборах в Европейский парламент в 2014 году был на 7 месте списка кандидатов от коалиции TOP 09 и STAN, однако не был избран. На партийном съезде ноябре 2017 году был избран одним из заместителей председателя партии.
В июне 2019 года заявил, что будет баллотироваться в председатели TOP 09. В этом стремлении его поддержали отцы-основатели партии TOP 09 Мирослав Калоусек и Карел Шварценберг. Однако, на партийном съезде в 2019 году он проиграл Маркете Пекаровой Адамовой, после чего был избран первым заместителем председателя партии (получив 162 голосов делегатов из 176).
На выборах в Сенат Чехии в 2022 году был переизбран сенатором в 37 избирательной округе Йичин от коалиции «Вместе» (TOP 09, ODS и KDU-ČSL). Во втором туре получив 53,83% голосов избирателей. На первом заседании XIV созыва Сената Чехии, 2 ноября 2022 года, был избран заместителем председателя Сената Чехии.

## Политические взгляды
В контексте европейского миграционного кризиса в 2016 году он заявил, что «те люди, которые борются за свою жизнь, должны получить помощь, и их необходимо отличать экономических мигрантов».
По словам Чернина, Чехия стоит перед угрозой со стороны России и Китая. Он раскритиковал руководство Чехии за невыполнение обязательств перед НАТО, и выразил мнение, что «Американские матери, единственные в мире, кто посылают своих сыновей по всему миру, чтобы защищать свободу и демократию». Президента Чехии Милоша Земана, который во время пандемии COVID-19 пытался повлиять на сертификацию российской вакцины Спутник V, назвал в марте 2021 года — «Русским тараканом» (чеш. «Ruský šváb»).

## Благотворительная деятельность
Является членом Суверенного ордена Мальтийских рыцарей и лично участвует в благотворительной деятельности этого ордена. Является председателем благотворительного фонда «Лурдес» (чеш. «Lourdes») который организует паломничества для больных и инвалидов, в частности ежегодное паломничество Ордена Мальтийских рыцарей с больными в Лурд.